# Joseph Ravannack
John Joseph Ravannack, detto Joe (New Orleans, 19 marzo 1878 – New Orleans, 10 ottobre 1910), è stato un canottiere statunitense.
Ravannack partecipò ai Giochi olimpici di Saint Louis 1904 con la squadra Independent Rowing Club nella gara di due di coppia, in cui conquistò la medaglia di bronzo. Il suo compagno di coppia fu John Wells.

## Palmarès
In carriera ha conseguito i seguenti risultati:
- Giochi olimpici

St. Louis 1904: bronzo nel due di coppia.